# Most Wanted
«Most Wanted» — альбом-збірник американської поп-співачки Гіларі Дафф. У Північній Америці вийшов 16 серпня 2005. Альбом дебютував на перше місце чарту US Billboard 200. Альбом отримав платинову сертифікацію від американської компанії RIAA, продаючи по США понад 1,000,000 копій. У Канаді платівка отримала дві платинові сертифікації від канадської компанії CRIA, продаючи понад 160,000 копій на території Канади.

## Список композицій

### Видання для Північної Америки
| Most Wanted – Стандартне видання | Most Wanted – Стандартне видання                                      | Most Wanted – Стандартне видання                           | Most Wanted – Стандартне видання         | Most Wanted – Стандартне видання |
| #                                | Назва                                                                 | Автор                                                      | Продюсер(и)                              | Тривалість                       |
| -------------------------------- | --------------------------------------------------------------------- | ---------------------------------------------------------- | ---------------------------------------- | -------------------------------- |
| 1.                               | «Wake Up»                                                             | Dead Executives Гіларі Дафф                                | Dead Executives                          | 3:38                             |
| 2.                               | «The Getaway» (з Hilary Duff, 2004)                                   | Julian Bunetta James Michael                               | Bunetta                                  | 3:37                             |
| 3.                               | «Beat of My Heart»                                                    | Dead Executives Гіларі Дафф                                | Dead Executives                          | 3:09                             |
| 4.                               | «Come Clean» (ремікс 2005) (з Metamorphosis, 2003)                    | Кара ДіоГуарді John Shanks                                 | Shanks Chris Cox [a]                     | 3:44                             |
| 5.                               | «Mr. James Dean» (з Hilary Duff, 2004)                                | Гіларі Дафф Гейлі Дафф Kevin De Clue                       | Гейлі Дафф De Clue Andre Recke           | 3:29                             |
| 6.                               | «So Yesterday» (з Metamorphosis, 2003)                                | Lauren Christy Scott Spock Graham Edwards Charlie Midnight | The Matrix                               | 3:35                             |
| 7.                               | «Metamorphosis» (з Metamorphosis, 2003)                               | Гіларі Дафф Midnight Chico Bennett Recke                   | Bennett Midnight                         | 3:28                             |
| 8.                               | «Rock This World» (ремікс 2005) (з Hilary Duff, 2004)                 | Midnight Denny Weston Jr Ty Stevens Гіларі Дафф            | Midnight Weston Stevens Joel Soyffer [a] | 3:58                             |
| 9.                               | «Break My Heart»                                                      | Dead Executives Гіларі Дафф                                | Dead Executives                          | 3:21                             |
| 10.                              | «Fly» (з Hilary Duff, 2004)                                           | ДіоГуарді Shanks                                           | Shanks                                   | 3:43                             |
| 11.                              | «Girl Can Rock» (з Metamorphosis, 2003)                               | Midnight Weston                                            | Midnight Weston                          | 3:04                             |
| 12.                              | «Our Lips Are Sealed» (з Історія Попелюшки: Саундтреки, 2004)         | Jane Wiedlin Terence Hall                                  | Midnight Spider [b]                      | 2:40                             |
| 13.                              | «Why Not» (ремікс 2005) (з Кіно про Ліззі Макгвайр: Саундтреки, 2003) | Midnight Matthew Gerrard                                   | Gerrard                                  | 2:59                             |
| 48:58                            |                                                                       |                                                            |                                          |                                  |

| Most Wanted – Бонусні треки для Target[c] | Most Wanted – Бонусні треки для Target[c]                     | Most Wanted – Бонусні треки для Target[c] | Most Wanted – Бонусні треки для Target[c] | Most Wanted – Бонусні треки для Target[c] |
| #                                         | Назва                                                         | Автор                                     | Продюсер(и)                               | Тривалість                                |
| ----------------------------------------- | ------------------------------------------------------------- | ----------------------------------------- | ----------------------------------------- | ----------------------------------------- |
| 14.                                       | «Do You Want Me?» (Sessions@AOL version, з Hilary Duff, 2004) | Gerrard ДіоГуарді                         | Gerrard                                   | 3:45                                      |

| Most Wanted – Бонусні треки для iTunes Store | Most Wanted – Бонусні треки для iTunes Store | Most Wanted – Бонусні треки для iTunes Store |
| #                                            | Назва                                        | Тривалість                                   |
| -------------------------------------------- | -------------------------------------------- | -------------------------------------------- |
| 14.                                          | «Гіларі Дафф Most Wanted Interview»          | 2:58                                         |

| Most Wanted – Видання The Collector's Signature | Most Wanted – Видання The Collector's Signature                       | Most Wanted – Видання The Collector's Signature    | Most Wanted – Видання The Collector's Signature | Most Wanted – Видання The Collector's Signature |
| #                                               | Назва                                                                 | Автор                                              | Продюсер(и)                                     | Тривалість                                      |
| ----------------------------------------------- | --------------------------------------------------------------------- | -------------------------------------------------- | ----------------------------------------------- | ----------------------------------------------- |
| 1.                                              | «Wake Up»                                                             | Dead Executives Гіларі Дафф                        | Dead Executives                                 | 3:38                                            |
| 2.                                              | «The Getaway» (з Hilary Duff, 2004)                                   | Julian Bunetta James Michael                       | Bunetta                                         | 3:37                                            |
| 3.                                              | «Beat of My Heart»                                                    | Dead Executives Гіларі Дафф                        | Dead Executives                                 | 3:09                                            |
| 4.                                              | «Come Clean» (ремікс 2005) (з Metamorphosis, 2003)                    | Кара ДіоГуарді John Shanks                         | Shanks Chris Cox [a]                            | 3:44                                            |
| 5.                                              | «Who's That Girl?» (Acoustic version, з Hilary Duff, 2004)            | Charlie Midnight Дезмонд Чайлд Andreas Carlsson    | Child Midnight Carlsson Andre Recke             | 3:26                                            |
| 6.                                              | «Mr. James Dean» (з Hilary Duff, 2004)                                | Гіларі Дафф Гейлі Дафф Kevin De Clue               | Гейлі Дафф De Clue Recke                        | 3:29                                            |
| 7.                                              | «So Yesterday» (з Metamorphosis, 2003)                                | Lauren Christy Scott Spock Graham Edwards Midnight | The Matrix                                      | 3:35                                            |
| 8.                                              | «Metamorphosis» (з Metamorphosis, 2003)                               | Гіларі Дафф Midnight Chico Bennett Recke           | Bennett Midnight                                | 3:28                                            |
| 9.                                              | «Rock This World» (ремікс 2005) (з Hilary Duff, 2004)                 | Midnight Denny Weston Jr Ty Stevens Гіларі Дафф    | Midnight Weston Stevens Joel Soyffer [a]        | 3:58                                            |
| 10.                                             | «Break My Heart»                                                      | Dead Executives Гіларі Дафф                        | Dead Executives                                 | 3:21                                            |
| 11.                                             | «Jericho» (ремікс 2005) (з Hilary Duff, 2004)                         | Midnight Bennett                                   | Midnight Bennett                                | 3:50                                            |
| 12.                                             | «Fly» (з Hilary Duff, 2004)                                           | ДіоГуарді Shanks                                   | Shanks                                          | 3:43                                            |
| 13.                                             | «Supergirl»                                                           | ДіоГуарді Greg Wells                               | Wells                                           | 2:53                                            |
| 14.                                             | «Party Up» (ремікс 2005) (з Metamorphosis, 2003)                      | Ashley Hamilton Taylor Rhodes Meredith Brooks      | Brooks                                          | 3:56                                            |
| 15.                                             | «Girl Can Rock» (з Metamorphosis, 2003)                               | Midnight Weston                                    | Midnight Weston                                 | 3:04                                            |
| 16.                                             | «Our Lips Are Sealed» (з Історія Попелюшки: Саундтреки, 2004)         | Jane Wiedlin Terence Hall                          | Midnight Spider [b]                             | 2:40                                            |
| 17.                                             | «Why Not» (ремікс 2005) (з Кіно про Ліззі Макгвайр: Саундтреки, 2003) | Midnight Matthew Gerrard                           | Gerrard                                         | 2:59                                            |

### Видання інтернаціональні
| Most Wanted – Японське видання | Most Wanted – Японське видання                                        | Most Wanted – Японське видання                     | Most Wanted – Японське видання           | Most Wanted – Японське видання |
| #                              | Назва                                                                 | Автор                                              | Продюсер(и)                              | Тривалість                     |
| ------------------------------ | --------------------------------------------------------------------- | -------------------------------------------------- | ---------------------------------------- | ------------------------------ |
| 1.                             | «Wake Up»                                                             | Dead Executives Гіларі Дафф                        | Dead Executives                          | 3:38                           |
| 2.                             | «The Getaway» (з Hilary Duff, 2004)                                   | Julian Bunetta James Michael                       | Bunetta                                  | 3:37                           |
| 3.                             | «Beat of My Heart»                                                    | Dead Executives Гіларі Дафф                        | Dead Executives                          | 3:09                           |
| 4.                             | «Come Clean» (ремікс 2005) (з Metamorphosis, 2003)                    | Кара ДіоГуарді John Shanks                         | Shanks Chris Cox [a]                     | 3:44                           |
| 5.                             | «Who's That Girl?» (Acoustic version, з Hilary Duff, 2004)            | Charlie Midnight Дезмонд Чайлд Andreas Carlsson    | Child Midnight Carlsson Andre Recke      | 3:26                           |
| 6.                             | «Mr. James Dean» (з Hilary Duff, 2004)                                | Гіларі Дафф Гейлі Дафф Kevin De Clue               | Гейлі Дафф De Clue Recke                 | 3:29                           |
| 7.                             | «So Yesterday» (з Metamorphosis, 2003)                                | Lauren Christy Scott Spock Graham Edwards Midnight | The Matrix                               | 3:35                           |
| 8.                             | «Metamorphosis» (з Metamorphosis, 2003)                               | Гіларі Дафф Midnight Chico Bennett Recke           | Bennett Midnight                         | 3:28                           |
| 9.                             | «Rock This World» (ремікс 2005) (з Hilary Duff, 2004)                 | Midnight Denny Weston Jr Ty Stevens Гіларі Дафф    | Midnight Weston Stevens Joel Soyffer [a] | 3:58                           |
| 10.                            | «Break My Heart»                                                      | Dead Executives Гіларі Дафф                        | Dead Executives                          | 3:21                           |
| 11.                            | «Jericho» (ремікс 2005) (з Hilary Duff, 2004)                         | Midnight Bennett                                   | Midnight Bennett                         | 3:50                           |
| 12.                            | «Fly» (з Hilary Duff, 2004)                                           | ДіоГуарді Shanks                                   | Shanks                                   | 3:43                           |
| 13.                            | «Supergirl»                                                           | ДіоГуарді Greg Wells                               | Wells                                    | 2:53                           |
| 14.                            | «Party Up» (ремікс 2005) (з Metamorphosis, 2003)                      | Ashley Hamilton Taylor Rhodes Meredith Brooks      | Brooks                                   | 3:56                           |
| 15.                            | «Girl Can Rock» (з Metamorphosis, 2003)                               | Midnight Weston                                    | Midnight Weston                          | 3:04                           |
| 16.                            | «Our Lips Are Sealed» (з Історія Попелюшки: Саундтреки, 2004)         | Jane Wiedlin Terence Hall                          | Midnight Spider [b]                      | 2:40                           |
| 17.                            | «Why Not» (ремікс 2005) (з Кіно про Ліззі Макгвайр: Саундтреки, 2003) | Midnight Matthew Gerrard                           | Gerrard                                  | 2:59                           |
| 18.                            | «Wake Up» (DJ Kaya Long-T Remix)                                      | Dead Executives Гіларі Дафф                        | Dead Executives DJ Kaya [a]              | 5:29                           |
| 19.                            | «Wake Up» (DJ Kaya Dance Remix)                                       | Dead Executives Гіларі Дафф                        | Dead Executives DJ Kaya [a]              | 4:17                           |

| Most Wanted – Японське видання (DVD) | Most Wanted – Японське видання (DVD)           | Most Wanted – Японське видання (DVD) | Most Wanted – Японське видання (DVD) |
| #                                    | Назва                                          | Продюсер(и)                          | Тривалість                           |
| ------------------------------------ | ---------------------------------------------- | ------------------------------------ | ------------------------------------ |
| 1.                                   | «Wake Up» (Music video)                        | Марк Вебб                            |                                      |
| 2.                                   | «So Yesterday» (Music video)                   | Chris Applebaum                      |                                      |
| 3.                                   | «Why Not» (Music video)                        | Elliott Lester                       |                                      |
| 4.                                   | «Come Clean» (Music video)                     | Dave Meyers                          |                                      |
| 5.                                   | «Our Lips Are Sealed» (Music video)            | Applebaum                            |                                      |
| 6.                                   | «Learning to Fly»                              |                                      |                                      |
| 7.                                   | «Making of Hilary's Interview in L.A. 2003»    |                                      |                                      |
| 8.                                   | «Making of Japan Promotion Tour 2003»          |                                      |                                      |
| 9.                                   | «Making of Japan Promotion Tour 2004»          |                                      |                                      |
| 10.                                  | «Making of Hilary's Interview in Toronto 2005» |                                      |                                      |
| 11.                                  | «Making of 'Wake Up'»                          |                                      |                                      |

| Most Wanted – Австралійське видання | Most Wanted – Австралійське видання                                   | Most Wanted – Австралійське видання                | Most Wanted – Австралійське видання      | Most Wanted – Австралійське видання |
| #                                   | Назва                                                                 | Автор                                              | Продюсер(и)                              | Тривалість                          |
| ----------------------------------- | --------------------------------------------------------------------- | -------------------------------------------------- | ---------------------------------------- | ----------------------------------- |
| 1.                                  | «Wake Up»                                                             | Dead Executives Гіларі Дафф                        | Dead Executives                          | 3:38                                |
| 2.                                  | «Beat of My Heart»                                                    | Dead Executives Duff                               | Dead Executives                          | 3:09                                |
| 3.                                  | «Break My Heart»                                                      | Dead Executives Duff                               | Dead Executives                          | 3:21                                |
| 4.                                  | «Why Not» (ремікс 2005) (з Кіно про Ліззі Макгвайр: Саундтреки, 2003) | Charlie Midnight Matthew Gerrard                   | Gerrard                                  | 2:59                                |
| 5.                                  | «So Yesterday» (з Metamorphosis, 2003)                                | Lauren Christy Scott Spock Graham Edwards Midnight | The Matrix                               | 3:35                                |
| 6.                                  | «Come Clean» (ремікс 2005) (з Metamorphosis, 2003)                    | Кара ДіоГуарді John Shanks                         | Shanks Chris Cox [a]                     | 3:44                                |
| 7.                                  | «Party Up» (ремікс 2005) (з Metamorphosis, 2003)                      | Ashley Hamilton Taylor Rhodes Meredith Brooks      | Brooks                                   | 3:56                                |
| 8.                                  | «Our Lips Are Sealed» (з Історія Попелюшки: Саундтреки, 2004)         | Jane Wiedlin Terence Hall                          | Midnight Spider [b]                      | 2:40                                |
| 9.                                  | «Fly» (з Hilary Duff, 2004)                                           | ДіоГуарді Shanks                                   | Shanks                                   | 3:43                                |
| 10.                                 | «Someone's Watching Over Me» (з Hilary Duff, 2004)                    | ДіоГуарді Shanks                                   | Shanks                                   | 4:11                                |
| 11.                                 | «Girl Can Rock» (з Metamorphosis, 2003)                               | Midnight Denny Weston Jr                           | Midnight Weston                          | 3:04                                |
| 12.                                 | «Rock This World» (ремікс 2005) (з Duff, 2004)                        | Midnight Weston Ty Stevens Duff                    | Midnight Weston Stevens Joel Soyffer [a] | 3:58                                |
| 13.                                 | «Supergirl»                                                           | ДіоГуарді Greg Wells                               | Wells                                    | 2:53                                |

Примітки
- ↑  означає реміксера
- ↑  Spider не є вказаним у лінії продюсерів, хоча він працював над піснею
- ↑  трек також ввійшов до ексклюзивної версії для Target у The Collector's Signature Edition як 18-й трек. Ця версія не включає трек "I Am" як прихований трек для ексклюзивної версії Target.[15]
- Європейське видання містить трек "I Am" із альбому Hilary Duff як прихований трек наприкінці реміксу пісні "Why Not". У виданнях для Північної Америки цей трек також міститься наприкінці "Do You Want Me" (Sessions@AOL) у версії для магазинів Target.

## Сингли
Пісня «Wake Up» вийшла як перший сингл платівки. 12 липня 2005 пісня вийшла на ефір британських радіостанцій, а 26 серпня 2005 у продаж вийшов фізичний CD-сингл. Музичні критики дали пісні змішені оцінки: декілька вказало, що трек, спродюсований братами Медденами, вирізнився з альбому. Чак Тейлор із Billboard назвав пісню "тузовою карткою" і вважав її за "головним товар на літньому пляжі". Він також прокоментував щодо стилю вокалу Дафф у пісні та зауважив, що він "поставив її музичну кар'єру на одну планку із її гіперактивними зусиллями як акторки". Стівен Томас Ерлвайн із Allmusic прокоментував, що пісня відчувається як "залишки зі столу". Комерційно сингл «Wake Up» досяг топу-10 чартів Італії, Ірландії, Норвегії, Іспанії та Великої Британії. У США пісня досягла 29 місця чарту Billboard Hot 100, що стало найвищою позицію для Дафф на той час. Музичне відео до пісні зрежисував Марк Вебб; в ньому Дафф показується у різних образах на вечірках Токіо, Лондону, Парижа і Нью-Йорку.
Другий сингл від альбому «Beat of My Heart» вийшов 12 грудня 2005. Пісня отримала негативні відгуки від музичних критиків, які маркували її занадто повторювальною. Чак Тейлор із Billboard написав: "Поп-музика завжди сприймається тепло, але ця пісня схожа на дитячий гімн, очевидна і проста, така повторювальна і дочірня [..,] що її сумнівно вважати за суперника на сучасних радіо". Пісня не змогла зайти до американських чартів, але досягла відносного успіху закордоном: сингл досяг топу-10 в Італії і топу-20 в Австралії та Іспанії. Музичне відео до пісні зрежисувава Філ Гардер; спецефекти у відеокліпі були запозичені із фільмів про Бонда. У певних європейських країнах пісня «Fly» вийшла як другий сингл від альбому; фізичний реліз відбувся 13 березня 2006. Сингл досяг 20 місця британського чарту UK Singles Chart та 13 місця італійського чарту Italian Singles Chart.
Дафф та лейбл мали плани випустити повноцінний третій сингл від платівки, але через зайнятий графік Дафф та її виснаження від турне, задум не зміг статися. Замість цього 28 лютого 2006 вийшла пісня «Supergirl» як третій сингл, але виключно у цифровому форматі та без підтримки музичного відео.
Пісні «Wake Up» та «Supergirl» були використані у рекламі лінії одягу Candie's в 2005—2006.

## Учасники запису
Учасників запису альбому Most Wanted взяли із AllMusic.
- Чіко Беннетт – композитор, продюсер
- Джуліан Бунетта – композитор, продюсер
- Беджі Медден – співкомпозитор, співпродюсер
- Джоел Медден – співкомпозитор, співпродюсер
- Дін Баттерворт – ударні
- Лорен Крісті – композитор
- Кріс Кокс – реміксинг, продюсер
- Dead Executives — бас, гітара, продюсер
- Кевін Де Клу – композитор, міксинг, продюсер
- Кара ДіоГуарді – композитор
- Гейлі Дафф – композитор, міксинг, продюсер
- Гіларі Дафф – композитор, виконавчий продюсер
- Грехем Едвардс – композитор
- Fruit – задні вокали
- Меттью Жеррард – композитор
- Аллан Хесслер – асистент інженера
- Джей Ландерс – виконавчий продюсер
- Стівен Маркуссен – мастеринг
- Чарлі Міднайт – композитор, продюсер
- Монік Павелл – задні вокали
- Андре Реке – композитор, виконавчий продюсер
- Джефф Ротчайлд – міксинг
- Ерік Сарафін – міксинг
- Джон Шенкс – композитор, міксинг, продюсер
- Джоел Сойффер – міксинг
- Скот Спок – композитор
- Денні Вестон молодший – композитор, продюсер

## Чарти
Тижневі чарти
| Чарт (2005-06)           | Місце |
| ------------------------ | ----- |
| Australian Albums Chart  | 3     |
| Austrian Albums Chart    | 72    |
| Canadian Albums Chart    | 1     |
| Dutch Albums Chart       | 51    |
| European Top 100 Albums  | 59    |
| Irish Albums Chart       | 8     |
| Italian Albums Chart     | 6     |
| Japanese Albums Chart    | 3     |
| Mexican Albums Chart     | 25    |
| New Zealand Albums Chart | 10    |
| Spanish Albums Chart     | 43    |
| Swiss Albums Chart       | 69    |
| UK Albums Chart          | 31    |
| Billboard 200            | 1     |

Річні чарти
| Чарт                    | Місце |
| ----------------------- | ----- |
| Australian Albums Chart | 53    |
| Mexican Albums Chart    | 74    |
| Billboard 200           | 86    |

## Продажі
| Країна             | Сертифікація (таблиця продажів та сертифікатів) | Продажі    |
| ------------------ | ----------------------------------------------- | ---------- |
| Австралія (ARIA)   | Платина                                         | +70,000    |
| Канада (CRIA)      | 2× Платина                                      | +160,000   |
| Ірландія (IRMA)    | Золото                                          | +7,500     |
| Мексика (AMPROFON) | Золото                                          | +30,080    |
| Британія (BPI)     | Золото                                          | +500,000   |
| США (RIAA)         | Платина                                         | +1,000,000 |

## Історія релізів
| Країна    | Дата              | Видання                           | Лейбл     | Виноски |
| --------- | ----------------- | --------------------------------- | --------- | ------- |
| Японія    | 10 серпня 2005    | Стандартне (CD) Обмежене (CD+DVD) | Avex Trax | [ 30 ]  |
| Канада    | 16 серпня 2005    | Стандартне Колекційне (CD)        | Universal | [ 31 ]  |
| США       | 16 серпня 2005    | Стандартне Колекційне (CD)        | Hollywood | [ 2 ]   |
| Італія    | 28 жовтня 2005    | Стандартне (CD)                   | Virgin    | [ 32 ]  |
| Британія  | 31 жовтня 2005    | Стандартне (CD)                   | Angel     | [ 33 ]  |
| Німеччина | 18 листопада 2005 | Стандартне (CD)                   | EMI       | [ 34 ]  |
| Польща    | 28 листопада 2005 | Стандартне (CD)                   | EMI       | [ 35 ]  |
| Данія     | 30 листопада 2005 | Стандартне (CD)                   | EMI       | [ 36 ]  |